# Cosmos 573

Diagrama de una nave Soyuz 7K-T.

Cosmos 573 fue el nombre dado a una misión de prueba no tripulada de una nave Soyuz 7K-T, el 15 de junio de 1973 desde el cosmódromo de Baikonur. Fue el primer lanzamiento de una Soyuz 7K-T sin paneles solares.
El lanzamiento tuvo lugar correctamente y la nave fue insertada en una órbita con un perigeo de 191 km y un apogeo de 308 km, con una inclinación orbital de 51,6 grados y un período orbital de 89,5 minutos. Tras 2 días en órbita la cápsula fue recuperada sin problemas el 17 de junio de 1973.